# بید ببری سیاه
بید ببری سیاه (نام علمی: Antichloris eriphia) نام یک گونه از تیره شاپرک‌های ببری است. این گونه توسط خوان کریستین فابریشز برای اولین در سال ۱۷۷۷میلادی کشف و نامگذاری شد. دامنه پراکنش این گونه ترینیداد، سورینام، گویان و برزیل می‌باشد.